# Большой Хаптон (хребет)
Большо́й Хапто́н — горный хребет в Баунтовском эвенкийском районе Бурятии, в южных пределах Баунтовской котловины.

## Общие сведения
Хребет является водоразделом рек Ципикан и Верхняя Ципа. Протягивается с юго-запада на северо-восток на 50 км от озера Орон до южных берегов озера Баунт. Высшая точка — Пик Большой Хаптон (2284 м).
В 20 км к югу, параллельно Большому Хаптону, за рекой Ципикан, находится хребет Малый Хаптон (2135 м), ограничивающий Баунтовскую котловину с юга.

## Топографическая карта
Лист карты N-49-XI. Масштаб: 1 : 200 000. Указать дату выпуска/состояния местности.